# Mosze Wertman
Mosze Wertman (hebr.: משה ורטמן, ang.: Moshe Wertman, ur. 20 lutego 1924 w Tomaszowie Lubelskim, zm. 2 października 2011) – izraelski polityk, w latach 1966–1977 poseł do Knesetu z listy Koalicji Pracy.

## Życiorys
Urodził się 20 lutego 1924 w Tomaszowie Lubelskim. Uczył się w szkołach zawodowych w Polsce i Związku Radzieckim.
W 1947 wyemigrował do Izraela.
Bezskutecznie kandydował w wyborach parlamentarnych w 1965. W składzie szóstego Knesetu znalazł się jednak 17 stycznia 1966 zastępując Moszego Karmela. Zasiadał w komisjach spraw wewnętrznych oraz pracy. kolejnych wyborach ponownie został posłem. W siódmym Knesecie zasiadał w komisjach spraw gospodarczych; spraw wewnętrznych; pracy oraz w komisji specjalnej ds. środowiska. W wyborach w 1973 uzyskał reelekcję. W Knesecie ósmej kadencji zasiadał w komisjach spraw gospodarczych i środowiska; spraw zagranicznych i obrony; budownictwa; finansów; pracy oraz konstytucyjnej, prawa i sprawiedliwości. W wyborach w 1977 utracił miejsce w parlamencie.
Zmarł 2 października 2011.